# Filmfestivals in Ozeanien
Die Filmfestivals in Ozeanien gehen im Fall von Melbourne und Sydney auf die 1950er Jahre zurück, in Neuseeland auf die 1970er Jahre. Die meisten Filmfestivals in Ozeanien finden jedoch erst seit den 1990er Jahren statt.
Ein Charakteristikum besonders in Australien ist die große Bedeutung von Kurzfilmfestivals in der Massenkultur. In Neuseeland ist die Konzentration aller großen Filmfestivals in der Hand eines Veranstalters auffallend.

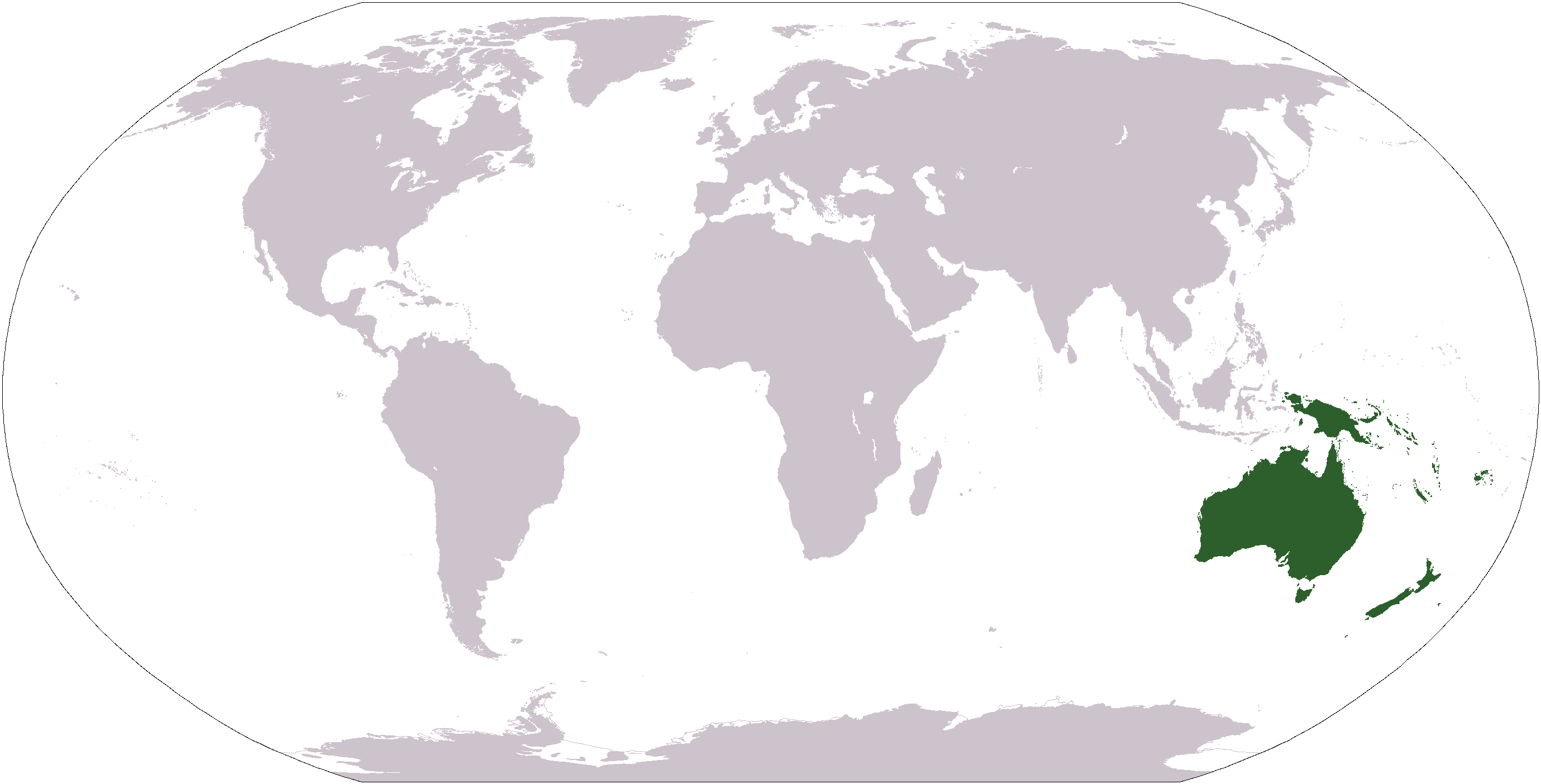
Ozeanien

## Programmgestaltung und Geschichte

### Internationale Festivals

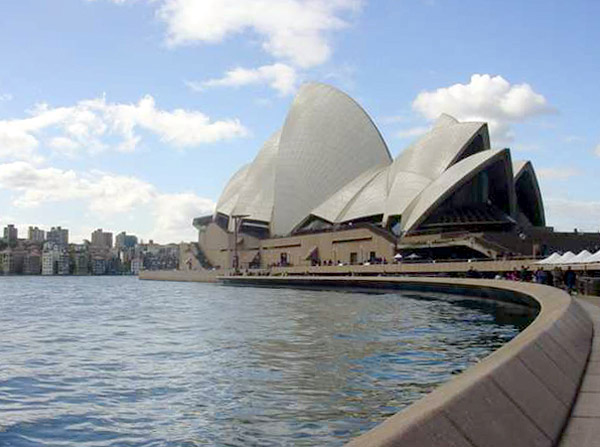
Sydney Opera House – auch Spielstätte von Filmfestivals

Als eines der bedeutendsten internationalen Filmfestivals in Australien gilt das Sydney Film Festival. Es ist als einziges Festival in der Region beim internationalen Filmproduzentenverband FIAPF akkreditiert (siehe auch: Liste der FIAPF-akkreditierten Filmfestivals).
Ein weiteres großes Festival ist das Melbourne International Film Festival, zugleich mit Gründungsjahr 1953 das älteste noch bestehende Filmfestival in Ozeanien. Bereits 1952 fand im Umland von Melbourne das Olinda Film Festival statt. Das Melbourne Underground Film Festival hingegen wurde von einem australischen Regisseur gegründet, dessen Film beim Melbourne International Film Festival abgelehnt wurde.
Neben Sydney und Melbourne existiert in Brisbane das auf Filme aus dem asiatisch-pazifischen Raum spezialisierte, dritte große internationale Filmfestival Australiens. Weniger bedeutend sind die internationalen Filmfestivals in der Bundeshauptstadt Canberra, in Adelaide, der Hauptstadt von South Australia, und in Perth (Revelation Perth International Film Festival), der Hauptstadt von Western Australia.
Die vier großen internationalen Filmfestivals in Neuseeland – das Auckland International Film Festival, das International Film Festival Christchurch, das International Film Festival Dunedin und das Wellington Film Festival – haben ein gemeinsames Programm an Travelling Festivals. Neben den Hauptspielorten in Auckland, Christchurch, Dunedin und Wellington veranstalten sie Filmvorführungen in einem Dutzend weiterer neuseeländischer Städte.
Das PNG International Film Festival in Port Moresby, der Hauptstadt Papua-Neuguineas, tourt auch durch mehrere Provinzstädte des Landes und zeigt populäre Filme wie Crocodile Dundee.

### Kurzfilmfestivals

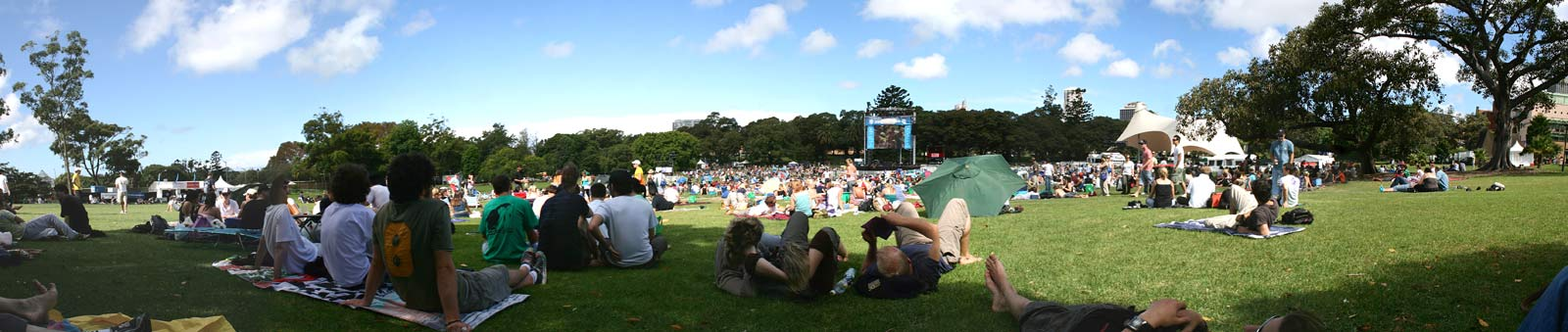
Tropfest 2007 im Domain Park

Die Rolle von Kurzfilmfestivals besonders in der australischen Festivallandschaft ist nicht zu unterschätzen. Es ist weniger die hohe Anzahl an auf Kurzfilm spezialisierter Veranstaltungen – ein Trend, der weltweit zu beobachten ist – als ihre Bedeutung in der Massenkultur, die ein regionales Spezifikum darstellt.
Das Tropfest mit seinen öffentlichen Filmvorführungen in ganz Australien zieht regelmäßig um die 100.000 Besucher an. Wie mehrere Festivals weltweit erhebt es den Anspruch das größte Kurzfilmfestival der Welt zu sein. Das älteste und ebenfalls bedeutende Kurzfilmfestival in Australien ist das 1992 gegründete Flickerfest.
Für neuseeländische Kurzfilm-Regisseure existiert das Wellington Fringe Film Festival. Oftmals haben die ozeanischen Kurzfilmfestivals keine internationale Ausrichtung, sondern verstehen sich als Förderer des heimischen Filmnachwuchses.
Einige Kurzfilmfestivals haben weitere Besonderheiten: Beim 15/15 Festival werden Filme mit einer Dauer von 15 Minuten innerhalb von 15 Tagen gedreht. Das Equinox Film Festival in Melbourne findet immer während des Äquinoktiums im September statt. Die Kurzfilme beim Action-Fest müssen das Wort „Action“ beinhalten.
Weitere Kurzfilmfestivals existieren etwa in Byron Bay, Gold Coast, Mandurah und Newcastle.

### Spezialisierte Festivals

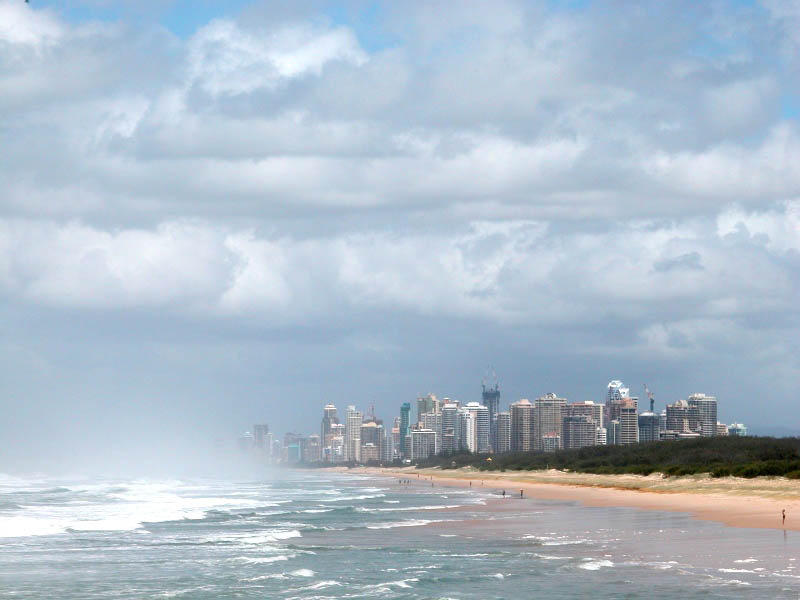
Gold Coast – Tourismuszentrum und Festivalstadt

Wie in Europa gibt es auch in Ozeanien eine große Vielfalt an Filmfestivals, die auf ein bestimmtes Filmgenre, ein Thema oder bestimmte Produktionsländer spezialisiert sind.
Das älteste und wichtigste Festival für Filme aus Australien ist das AFI Festival of Film. Es handelt sich dabei um Vorführungen der Filme, die für die AFI Awards, die Preise des Australian Film Institutes, nominiert sind.
Das einzige Festival für Dokumentarfilm in Australien ist die Australian International Documentary Conference mit ihren Screenings unter dem Titel Real Life on Film. Gezeigt werden Dokumentarfilme (auch Fernsehfilme) aus dem Commonwealth. Unabhängig davon wird in vier neuseeländischen Städten das DOCNZ International Documentary Film Festival mit internationaler Programmausrichtung veranstaltet. In Tahiti existiert ferner das Festival International du Film documentaire Océanien.
Das Brisbane International Animation Festival und das Melbourne International Animation Festival sind auf Trickfilme spezialisiert. Little Big Shots in Melbourne ist ein internationales Kinderfilm-Festival, das auch ein Gastspiel im Sydney Opera House gibt. Das Auburn International Film and Video Festival for Children and Young Adults zeigt Filme von und für Kinder und Jugendliche.
Das FilmFantastic Gold Coast Film Festival in Gold Coast, der zweitgrößten Stadt Queenslands, ist auf Fantasyfilm spezialisiert und hat das renommierte Brussels International Fantastic Film Festival zum Vorbild.
The Other Film Festival in Melbourne zeigt Filme von, mit oder über Menschen mit Behinderung und ist darin einzigartig in Australien. Das älteste queere Filmfestival des Kontinents ist das Melbourne Queer Film Festival mit internationaler Programmausrichtung. Neuseeland hat, ähnlich wie Australien, einen wachsenden Anteil an asiatischer Bevölkerung. Das Asia Film Festival Aotearoa in Auckland trägt dem mit Filme aus Asien und der asiatischen Diaspora Rechnung. Für Filme aus Deutschland gibt es in Sydney, Melbourne, Brisbane und Canberra das Festival of German Films.

## Liste der Festivals
| seit | Name des Filmfestivals                                                     | Ort               | Termin          |
| ---- | -------------------------------------------------------------------------- | ----------------- | --------------- |
| 1952 | Olinda Film Festival (nur 1952)                                            | Olinda            |                 |
| 1953 | Melbourne International Film Festival                                      | Melbourne         | Juli/Aug.       |
| 1954 | Sydney Film Festival                                                       | Sydney            | Juni            |
| 1959 | AFI Festival of Film                                                       | Sydney u. a.      | August          |
| 1972 | Auckland International Film Festival                                       | Auckland          | Juli            |
| 1972 | Wellington Film Festival                                                   | Wellington        | Juli/Aug.       |
| 1977 | International Film Festival Dunedin                                        | Dunedin           | Juli/Aug.       |
| 1977 | International Film Festival Christchurch                                   | Christchurch      | August          |
| 1986 | Australian International Documentary Conference                            | wechselnde Orte   | Februar         |
| 1988 | Wellington Fringe Film Festival                                            | Wellington        | Juli            |
| 1991 | Brisbane International Film Festival                                       | Brisbane          | August          |
| 1991 | Melbourne Queer Film Festival                                              | Melbourne         | März            |
| 1992 | Flickerfest                                                                | Sydney            | Jänner          |
| 1993 | Tropfest                                                                   | Sydney            | Februar         |
| 1996 | Brisbane International Animation Festival                                  | Brisbane          | Oktober         |
| 1996 | Canberra International Film Festival                                       | Canberra          | Okt./Nov.       |
| 1996 | Newcastle Film Festival                                                    | Newcastle         | Oktober         |
| 1997 | Revelation Perth International Film Festival                               | Perth             | Juli            |
| 1998 | Auburn International Film and Video Festival for Children and Young Adults | Auburn            | September       |
| 2000 | In The Bin Short Film Festival                                             | Gold Coast        | September       |
| 2000 | Melbourne Underground Film Festival                                        | Melbourne         | Juli            |
| 2001 | 15/15 Festival                                                             | Wagga Wagga u. a. | März            |
| 2001 | Festival of German Films                                                   | Sydney u. a.      | April           |
| 2001 | FilmFantastic Gold Coast Film Festival                                     | Robina            | September       |
| 2001 | Melbourne International Animation Festival                                 | Melbourne         | Juni/Juli       |
| 2001 | PNG International Film Festival                                            | Port Moresby      | Mai             |
| 2002 | Adelaide Film Festival                                                     | Adelaide          | Feb. (bienneal) |
| 2002 | Ausfest – The Australian Digital & Video Film Festival (nur 2002)          | Brisbane          |                 |
| 2003 | Adelaide Film Festival                                                     | Adelaide          | Feb./März       |
| 2003 | Mandurah Short Film Festival                                               | Mandurah          | Oktober         |
| 2003 | The Angry Film Festival                                                    | Melbourne         | Juli            |
| 2004 | Action-Fest                                                                | Sydney            | August          |
| 2004 | Asia Film Festival Aotearoa                                                | Auckland          | Mai/Juni        |
| 2004 | Festival International du Film documentaire Océanien                       | Papeete           | Jän./Feb.       |
| 2004 | The Other Film Festival                                                    | Melbourne         | August          |
| 2005 | DOCNZ International Documentary Film Festival                              | Auckland u. a.    | Sept./Okt.      |
| 2005 | Equinox Film Festival                                                      | Melbourne         | September       |
| 2005 | Little Big Shots                                                           | Melbourne         | Juni            |
| 2006 | Big Mountain Short Film Festival                                           | Ohakune           | Oktober         |
| 2006 | Hills Film Festival                                                        | Castle Hill       | September       |
| 2006 | Mariachi Film Festival                                                     | Byron Bay         | September       |
| 2006 | Magma Short Film Festival                                                  | Rotorua           | November        |
| 2007 | Festival international du cinéma des peuples Ânûû-rû Âboro                 | Poindimié         | Oktober         |
| 2011 | Antenna Documentary Festival                                               | Sydney            | October         |

## Organisationsstrukturen und Finanzierung

### Große Filmfestivals
Das Sydney Film Festival wird von einem Festival Board mit einem Präsidenten an der Spitze organisiert. Die Patronanz haben mehrere prominente Personen inne, beispielsweise Jane Campion und Nicole Kidman. Das Sydney Film Festival hat zahlreiche Förderer der öffentlichen Hand und Sponsoren aus der Privatwirtschaft, etwa die Regierung von New South Wales und die Stadt Sydney sowie ein australisches Investment-Unternehmen als Hauptsponsor.
An der Spitze des Melbourne International Film Festival stehen ein Executive Director, ein General Manager und ein Business Manager sowie ein Programmer und ein Programme Coordinator. Die finanzielle Unterstützung des Festivals reicht von der australischen Regierung über die Regierung des Bundesstaats Victoria und die Stadt Melbourne bis zur Australian Film Commission. Die Anzahl der Sponsoren aus der Privatwirtschaft ist ebenfalls zahlreich.
Das Australian Film Institute als Veranstalter des AFI Festival of Film wird von Film Victoria, einer Regierungsagentur des Bundesstaats Victoria, als öffentlicher Förderstelle sowie von einem internationalen Kosmetikkonzern als Hauptsponsor unterstützt. Gleichzeitig finanziert sich das australische Filminstitut durch Mitgliedsbeiträge. Den Mitgliedern, die nicht aus der Branche kommen müssen, wird der kostenlose Zugang zum Festival sowie die Beteiligung an der Auswahl der Preisträger der AFI Awards geboten.

### Kleine und mittlere Filmfestivals
Die kleinen und mittleren Filmfestivals werden häufig von nicht-kommerziellen Stiftungen (trusts) organisiert. Das Asia Film Festival Aotearoa in Auckland ist eine Veranstaltung des Asia New Zealand Film Foundation Trust (ANZFFT), das neuseeländische DOCNZ International Documentary Film Festival wird vom DOCNZ Festival Trust organisiert.
Auch von politischer Seite kommt es zur Abhaltung von Filmfestivals. Das Auburn International Film and Video Festival wird von Cinewest veranstaltet, einer Agentur im Rahmen des Community Cultural Development der Stadt Auburn.
Das Audi Festival of German Films in Sydney wird vom lokalen Goethe-Institut abgehalten. In Neuseeland wird ebenfalls vom Goethe-Institut das Deutsche Film-Festival in verschiedenen neuseeländischen Städten veranstaltet.
Besonders die kleineren Filmfestivals haben oft einen studentischen Hintergrund, etwa beim Mariachi Film Festival und beim Newcastle Film Festival. Das Angry Film Festival geht auf die Initiative eines einzelnen Regisseurs zurück, der enttäuscht („angry“) über die Ablehnung seines Films durch andere Filmfestivals war.
Die manchmal schwierige finanzielle Lage der kleinen und mittleren Filmfestivals in Ozeanien zeigt sich anhand des Ausfest, das auf Grund fehlender finanzieller Unterstützung eingestellt werden musste.

### Sonderfall: New Zealand Film Festivals
Eine besondere Stellung innerhalb der internationalen Festivallandschaft nimmt Neuseeland ein. Hier werden alle großen Filmfestival von einer einzigen Organisation namens International New Zealand Film Festivals organisiert: das Auckland International Film Festival, das International Film Festival Christchurch, das International Film Festival Dunedin und das Wellington Film Festival.
Die bedeutende Rolle der International New Zealand Film Festivals wird durch ihre Präsenz in weiteren Städten noch unterstrichen. Das Netzwerk an Travelling Festivals erstreckt sich auf die Städte Gisborne, Greymouth, Hamilton, Levin, Masterton, Napier, Nelson, New Plymouth, Palmerston North, Queenstown, Tauranga und Whangārei.

## Filmpreise
Bezeichnend für den hohen Stellenwert des Kurzfilms in Australien, werden die Hauptpreise der meisten großen Festivals an Kurzfilme vergeben.
Der Grand Prix des Melbourne International Film Festivals geht an einen internationalen Kurzfilm und wird seit 1962 verliehen. Die Dendy Awards als Hauptpreise des Sydney Film Festivals für australische Filme unter 60 Minuten gibt es seit 1970. Beim Brisbane International Film Festival existiert seit 1997 der Fast Film-Wettbewerb für Kurzfilme, die innerhalb einer bestimmten Zeitspanne gedreht wurden (vergleichbar dem Kino Kabaret in anderen Ländern).
Auch die eigentlichen Kurzfilmfestivals vergeben Preise, so etwa das Flickerfest den mit AUD 2.000,- dotierten Grolsch Award for Best Film.
Die wichtigsten Auszeichnungen für längere Filme bei ozeanischen Filmfestivals werden vom internationalen Filmkritikerverband FIPRESCI vergeben. Diese weltweit auf Filmfestivals verliehenen FIPRESCI-Preise gibt es beim Brisbane International Film Festival und beim Sydney Film Festival.
Als bedeutendste nationale Filmpreise in Australien gelten die AFI Awards beim AFI Festival of Film in über vierzig Kategorien der Hauptsparten Feature Film, Television und Non-Feature Film.